# Малюгина (деревня)
Малюгина — деревня в Вагайском районе Тюменской области России. Входит в Шестовское сельское поселение.

## География
Деревня находится в восточной части области, в пределах подтаёжно-лесостепного района лесостепной зоны.

## История
Основана крестьянами Малюгиными. От этого рода происходит генерал майор Семен Дмитриевич Малюгин.

## Население
| 2010 |
| ---- |
| 10   |

Гендерный состав
По данным Всероссийской переписи населения 2010 года в гендерной структуре населения мужчины составляли 70 % (7 чел. из 10), женщины — соответственно 30 % (3 чел. из 10).
Национальный состав
Согласно результатам переписи 2002 года, в национальной структуре населения русские составляли 85 % из 26 чел..

## Инфраструктура
Личное подсобное хозяйство.

## Транспорт
Деревня доступна автомобильным транспортом, по автодороге общего пользования межмуниципального значения Тюменской области 1Н-510 Ярково — Новоалександровка — Ленино (идентификационный номер: 71 ОП МЗ 71Н-510).